# خبرچینان
خبرچینان (انگلیسی: The Informers) فیلمی در ژانر مهیج و جنایی به کارگردانی گرگور جوردن است که در سال ۲۰۰۸ منتشر شد.

## بازیگران
- بیلی باب تورنتون
- وینونا رایدر
- کیم بسینگر
- میکی رورک
- برد رنفرو
- امبر هرد
- جاون فاستر
- آستین نیکولز
- لو تیلور پاچی
- کریس آیزاک
- ریس ایفانز
- آئورا هیملستین
- آنجلا سارافیان
- جسیکا استروپ
- کتی میکسون
- تئو روسی